# بحر هزج
بحرِ هَزَج در اصطلاح عروضی، به بحر شعری گفته می‌شود که ارکان آن از تکرار «مَفاعیلُن» (U - - -) یا زحافات آن تشکیل شده و از بحور متّفق‌الارکان است. هزج به معنی سرود و ترانه و آواز با ترنم است و اوزانی مترنم دارد. (مفاعیلن - وتد مقرون و سبب خفیف «°°|°|°|/ᴗ – – –»)
مشهورترین وزن آن:
مفاعیلن مفاعیلن مفاعیلن مفاعیلن (ل - - - |ل - - - |ل - - - |ل - - -): بحر هزج مثمن سالم
الا یا ایها الساقی ادر کاسا و ناولها / که عشق آسان نمود اول ولی افتاد مشکلها (حافظ)

## زحافات
زحافات (تغییرات) مشهور بحر هزج: (قَبض - کَفّ - خَرب - خَرم (تخنیق) - شَتر - حَذف – جَبّ - بتر - توسیع):
1. مفاعلن: مقبوض
2. مفاعیلُ: مکفوف
3. مفعولن: اَخرم (مُخَنَّق)
4. مفعولُ: اَخرب
5. فعولن: محذوف
6. فاعلن: اَشتر
7. فَعَل: مجبوب
8. فَع: ابتر
9. مفاعیلاتن: موسّع

## اوزان
اوزان پرکاربرد بحر هزج:
- مفاعیلن مفاعیلن مفاعیلن مفاعیلن: بحر هزج مثمن سالم* (ششمین وزن پرکاربرد شعر فارسی)
- مفعولُ مفاعیلُ مفاعیلُ فعولن: بحر هزج مثمن اخرب مکفوف محذوف* (هفتمین وزن پرکاربرد شعر فارسی)
- مفعولُ مفاعیلن مفعولُ مفاعیلن: بحر هزج مثمن اخرب*
- مفاعیلُ مفاعیلُ مفاعیلُ فعولن: بحر هزج مثمن مکفوف محذوف*
- مفاعیلن مفاعیلن فعولن: بحر هزج مسدس محذوف* (هشتمین وزن پرکاربرد شعر فارسی - وزن دوبیتی)
- مفعولُ مفاعلن فعولن: بحر هزج مسدس اخرب مقبوض محذوف*
- مفعولُ مفاعیلُ مفاعیلُ فَعَل: بحر هزج مثمن اَخرب مکفوف مجبوب* (وزن اصلی رباعی)
- مفعولُ مفاعلن مفاعیلن: بحر هزج مسدس اخرب مقبوض*

مجموعهٔ اوزان بحر هزج (به ترتیب افاعیل):
- مفاعیلن مفاعیلن مفاعیلن مفاعیلن (هزج مثمن سالم)*
- مفاعیلن مفاعیلن مفاعیلن فعولن (هزج مثمن محذوف)
- مفاعیلن مفاعیلن مفاعیلن فَعَل (هزج مثمن مجبوب)
- مفاعیلن مفاعیلن مفاعیلن (هزج مسدس سالم)*
- مفاعیلن مفاعیلن فعولن (هزج مسدس محذوف)* «وزن دوبیتی»
- مفاعیلن مفاعیلن (هزج مربع سالم)
- مفاعیلن فعولن مفاعیلن فعولن (هزج مثمن محذوف)
- مفاعیلُ مفاعیلُ مفاعیلُ فعولن (هزج مثمن مکفوف محذوف)*
- مفاعیلُ مفاعیلُ فعولن (هزج مسدس مکفوف محذوف)
- مفاعلن مفاعلن مفاعلن مفاعلن (هزج مثمن مقبوض)
- مفاعلن فعولن مفاعلن فعولن (هزج مثمن مقبوض محذوف)
- فاعلن مفاعیلن فاعلن مفاعیلن (هزج مثمن اشتر)
- مفعولُ مفاعیلن مفعولُ مفاعیلن (هزج مثمن اخرب)*
- مفعولُ مفاعیلن مفعولُ مفاعیلاتن (هزج مثمن اخرب موسّع)
- مفعولُ مفاعیلُ مفاعیلن (هزج مسدس اخرب مکفوف)
- مفعولُ مفاعیلُ مفاعیلُ مفاعیلن (هزج مثمن اخرب مکفوف)
- مفعولُ مفاعیلُ مفاعیلُ فعولن (هزج مثمن اخرب مکفوف محذوف)*
- مفعولُ مفاعیلُ مفاعیلُ فَعَل (هزج مثمن اَخرب مکفوف مجبوب)* «وزن اصلی رباعی»
- مفعولُ مفاعلن مفاعیلن (هزج مسدس اخرب مقبوض) *
- مفعولُ مفاعلن فعولن (هزج مسدس اخرب مقبوض محذوف)*
- مفعولن فاعلن فعولن (هزج مسدس اخرم اشتر محذوف)
- مفعولن مفعولن مفعولن مفعولن (هزج مثمن اخرم مخنّق)

### اوزان رباعی
اوزان رباعی ۱۲ تا و در بحر هزج است.

شش وزن در شجرهٔ اَخرب:
- مفعولُ مفاعلن مفاعیلن فَع (هزج مثمن اَخرب مقبوض ابتر)*
- مفعولُ مفاعلن مفاعیلُ فَعَل (هزج مثمن اَخرب مقبوض مکفوف مجبوب)* «گونه اصلی رباعی: پرکاربردترین گونه»[توضیح ۲]
- مفعولُ مفاعیلن مفعولن فَع (هزج مثمن اَخرب مخنق ابتر)
- مفعولُ مفاعیلن مفعولُ فَعَل (هزج مثمن اَخرب مجبوب)
- مفعولُ مفاعیلُ مفاعیلن فَع (هزج مثمن اَخرب مکفوف ابتر)*
- مفعولُ مفاعیلُ مفاعیلُ فَعَل (هزج مثمن اَخرب مکفوف مجبوب)* «وزن اصلی رباعی»

شش وزن در شجرهٔ اَخرم:
- مفعولن فاعلن مفاعیلن فَع (هزج مثمن اَخرم اشتر ابتر)
- مفعولن فاعلن مفاعیلُ فَعَل (هزج مثمن اَخرم اشتر مکفوف مجبوب)
- مفعولن مفعولن مفعولن فَع (هزج مثمن اَخرم مخنق ابتر)
- مفعولن مفعولن مفعولُ فَعَل (هزج مثمن اَخرم مخنق اخرب مجبوب)
- مفعولن مفعولُ مفاعیلن فَع (هزج مثمن اَخرم اخرب ابتر)
- مفعولن مفعولُ مفاعیلُ فَعَل (هزج مثمن اَخرم اخرب مکفوف مجبوب)

### وزن دوبیتی
دوبیتی سنتی که سرایندهٔ برجستهٔ آن باباطاهر همدانی است، نیز وزنی یکسان از قرار زیر و در بحر هزج دارد:
- مفاعیلن مفاعیلن فعولن: بحر هزج مسدس محذوف*

مرا نه سر نه سامان آفریدند / پریشانم پریشان آفریدند
پریشان خاطران رفتند در خاک / مرا از خاک ایشان آفریدند (باباطاهر همدانی)